# 筒井清忠
筒井 清忠（つつい きよただ、1948年8月18日 - ）は、日本の社会学者。京都大学教授を経て、帝京大学文学部日本文化学科教授・文学部長。東京財団上席研究員。専門は、日本近現代史・歴史社会学。大分県大分市出身。

## 学歴
- 1972年 京都大学文学部卒業
- 1977年 京都大学大学院文学研究科博士課程退学[2]
- 1988年 「昭和期日本の構造」で京都大学より文学博士の学位を取得[2]

## 職歴
- 1978年 中京大学教養部講師
- 1982年 奈良女子大学文学部助教授
- 1989年 京都大学文学部助教授
- 1994年 京都大学文学部教授[2]
- 2004年 帝京平成大学情報学部文化情報学科教授
- 2005年 帝京大学文学部日本文化学科教授

## 受賞歴
- 2005年に『西條八十』で第14回山本七平賞特別賞、第29回日本児童文学学会特別賞
- 2006年に『西條八十』で第57回読売文学賞（評論・伝記部門）

## 著書

### 単著
- 『昭和期日本の構造――その歴史社会学的考察』（有斐閣選書、1984年）
  - 改題『昭和期日本の構造――二・二六事件とその時代』（講談社学術文庫、1996年）
  - 改題『二・二六事件とその時代――昭和期日本の構造』（ちくま学芸文庫、2006年）
- 『現代思想の社会史――社会科学におけるパラダイム転換の方向性』（木鐸社、1985年）
- 『石橋湛山　一自由主義政治家の軌跡』（中央公論社［中公叢書］、1986年）
- 『日本型「教養」の運命――歴史社会学的考察』（岩波書店、1995年、岩波現代文庫、2009年）
- 『時代劇映画の思想――ノスタルジーのゆくえ』（PHP研究所［PHP新書］、2000年、ウェッジ文庫　2008年）
- 『新しい教養を求めて』（中央公論新社［中公叢書］、2000年）
- 『西條八十』（中央公論新社［中公叢書]、2005年、中公文庫　2008年）
- 『昭和十年代の陸軍と政治――軍部大臣現役武官制の虚像と実像』（岩波書店、2007年）
- 『近衛文麿――教養主義的ポピュリストの悲劇』（岩波現代文庫、2009年）
- 『帝都復興の時代――関東大震災以後』（中央公論新社［中公選書］、2011年）
- 『昭和戦前期の政党政治――二大政党制はなぜ挫折したのか』（筑摩書房［ちくま新書］、2012年）
- 『敗者の日本史19　二・二六事件と青年将校』（吉川弘文館、2014年）
- 『満州事変はなぜ起きたのか　日中関係を再検証する』（中央公論新社［中公選書］、2015年）
- 『陸軍士官学校事件　二・二六事件の原点』（中央公論新社［中公選書］、2016年）
- 『戦前日本のポピュリズム　日米戦争への道』（中公新書、2018年）
- 『天皇・コロナ・ポピュリズム――昭和史から見る現代日本』（ちくま新書、2022年）
- 『近代日本暗殺史』（PHP新書、2023年）

### 共著
- （向井守・石尾芳久・居安正）『ウェーバー 支配の社会学』（有斐閣新書、1979年）
- （木崎喜代治・阪上孝）『社会思想史』（有斐閣、1987年）
- （佐伯啓思・中西輝政・吉田和男）『優雅なる衰退の世紀』（文藝春秋、2000年）
- （川本三郎）『日本映画 隠れた名作 - 昭和30年代前後』（中公選書、2014年）

### 編著
- 『「近代日本」の歴史社会学――心性と構造』（木鐸社、1990年）
- 『歴史社会学のフロンティア』（人文書院、1997年）
- 『日本の歴史社会学』（岩波書店、1999年）
- 『新しい教養を拓く――文明の違いを超えて』（岩波ブックレット、1999年）
- 『銀幕の昭和――「スタア」がいた時代』（清流出版、2000年）
- 『西條八十と昭和の時代』（ウェッジ選書、2005年）。第2部は対談集
- 『解明・昭和史　東京裁判までの道』（朝日選書、2010年）
- 『昭和史講義　最新研究で見る戦争への道』（ちくま新書、2015年）
- 『昭和史講義2　専門研究者が見る戦争への道』（ちくま新書、2016年）
- 『昭和史講義3　リーダーを通して見る戦争への道』（ちくま新書、2017年）
- 『明治史講義　人物篇』（ちくま新書、2018年）
- 『昭和史講義　軍人篇』（ちくま新書、2018年）
- 『昭和史講義　戦前文化人篇』（ちくま新書、2019年）
- 『昭和史講義　戦後篇』（ちくま新書（上・下）、2020年）
- 『大正史講義』（ちくま新書、2021年）
- 『大正史講義　文化篇』（ちくま新書、2021年）
- 『昭和史講義　戦後文化篇』（ちくま新書（上・下）、2022年7月）
- 『昭和史研究の最前線　大衆・軍部・マスコミ、戦争への道』（朝日新書、2022年11月）

### 共編著
- （本田毅彦）『「外国の新聞と雑誌」に見る海外論調（日本編・全5巻）』（柏書房, 1997年）
- （青木保・山折哲雄・川本三郎・御厨貴）『近代日本文化論（全11巻）』（岩波書店, 1999年-2000年）

### 編・解説
- 橋川文三『昭和ナショナリズムの諸相』(名古屋大学出版会, 1994年／リ・アーカイヴ叢書 2022年)

### 訳書
- O・シュタマー編『ウェーバーと現代社会学――第15回ドイツ社会学会大会議事録』（木鐸社, 上巻1976年、服部平治・溝部明男訳、出口勇蔵監訳）
- リン・ハント編『文化の新しい歴史学』（岩波書店, 1993年／新装版・岩波人文書コレクション 2015年）
- F・K・リンガー『知の歴史社会学――フランスとドイツにおける教養 1890-1920』（名古屋大学出版会, 1996年、中島道男・田中紀行・小川伸彦・永谷健・北垣徹訳）
- R・ベネディクト『人種主義――その批判的考察』（名古屋大学出版会, 1997年、寺岡伸悟・筒井清輝訳）

## テレビ出演
- 「TOKYO MX NEWS」（TOKYO MX 2011年5月～9月、火曜コメンテーター）